# Ocotea brevipes
Ocotea brevipes är en lagerväxtart som beskrevs av André Joseph Guillaume Henri Kostermans. Ocotea brevipes ingår i släktet Ocotea och familjen lagerväxter. Inga underarter finns listade i Catalogue of Life.